# Ruisseau du Lac
Pour les articles homonymes, voir Lac (homonymie).
Pour l’article ayant un titre homophone, voir Lacq.
Le ruisseau du Lac (ou ruisseau de Loubinoux) est un ruisseau français de la région Auvergne-Rhône-Alpes, affluent de la Rhue et sous-affluent de la Dordogne.

## Géographie
Il prend sa source à près de 1 400 m d’altitude dans le Puy-de-Dôme sur la commune de Saint-Alyre-ès-Montagne, au cœur des monts du Cézallier.
Il pénètre presque aussitôt dans le Cantal et rejoint la Rhue en rive gauche, quatre km au nord-est de Condat.